# Charlotte (chapeau)
Pour les articles homonymes, voir charlotte.

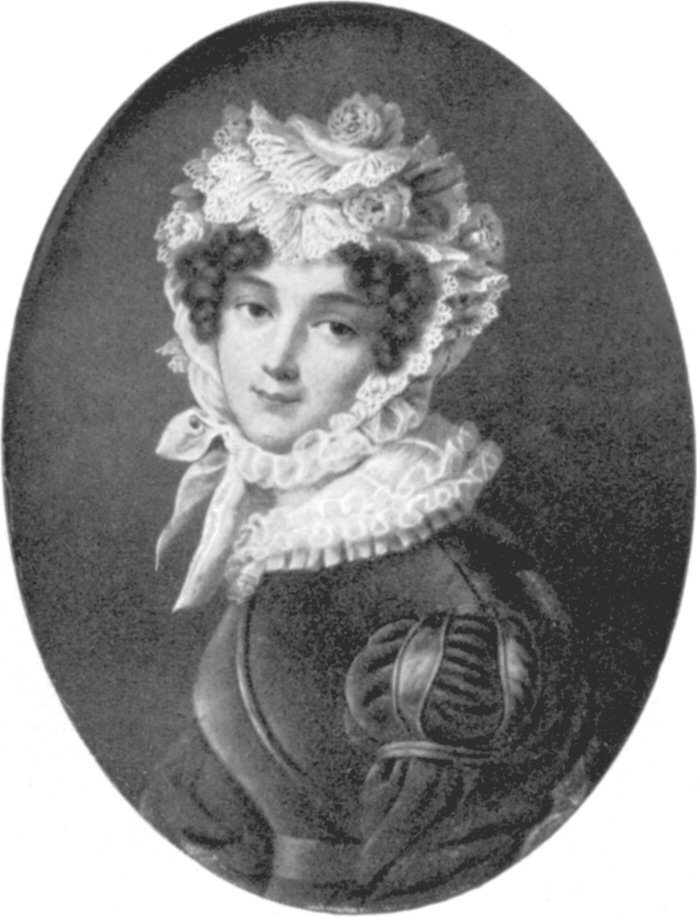
Exemple de charlotte

La charlotte est une sorte de bonnet féminin, populaire dans les classes modestes du XVIIIe au XIXe siècle. 
Désigne également un équipement de protection individuelle utilisé dans l'industrie.

## Historique
La charlotte est née d'une évolution du bonnet auquel furent ajoutés des bords et des liens pour le nouer sous le cou. Elle servait à cacher les cheveux afin d'indiquer la respectabilité. Elle fut portée par de nombreuses femmes du XVIIIe siècle comme bonnet d'intérieur.
Elle se confectionne en batiste ou en mousseline avec une bordure froncée ; les liens furent remplacés par des rubans dès le milieu du XVIIIe siècle. En été, il est courant de la porter sous un chapeau de paille.
Pendant le XIXe siècle, on lui ajoute des bords derrière et sur les côtés, afin de couvrir la nuque, préfigurant ainsi la capote mais sans amidon ; ce modèle reste connu comme le bonnet des laitières, immortalisé par les peintres. Avec la Halette, elle est la coiffe traditionnelle Lorraine.

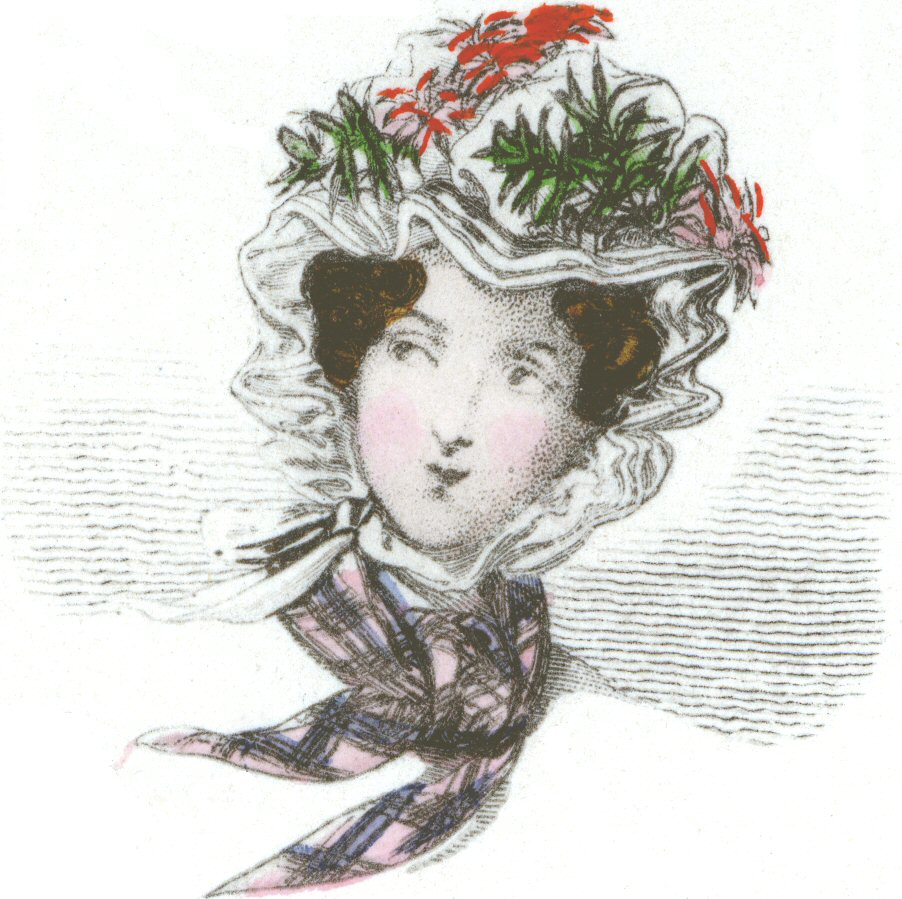
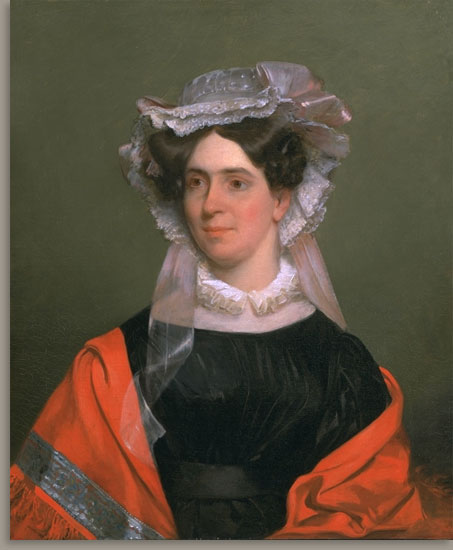
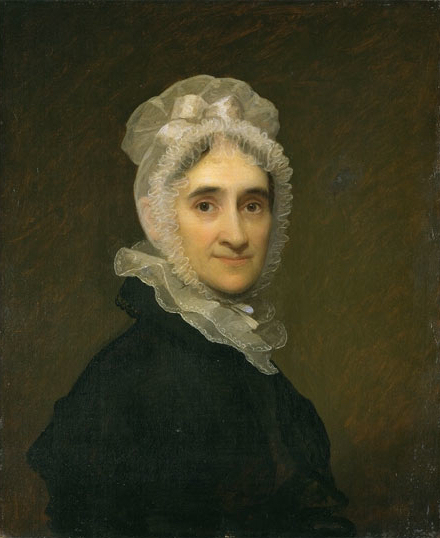
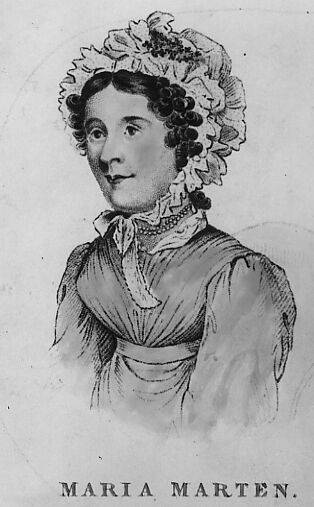

De nos jours, c'est aussi le nom du bonnet jetable à élastique, qui recouvre les cheveux dans certaines industries (en particulier les industries agro-alimentaires, pharmaceutiques et parfois chimiques) et en chirurgie, pour des raisons d'hygiène.

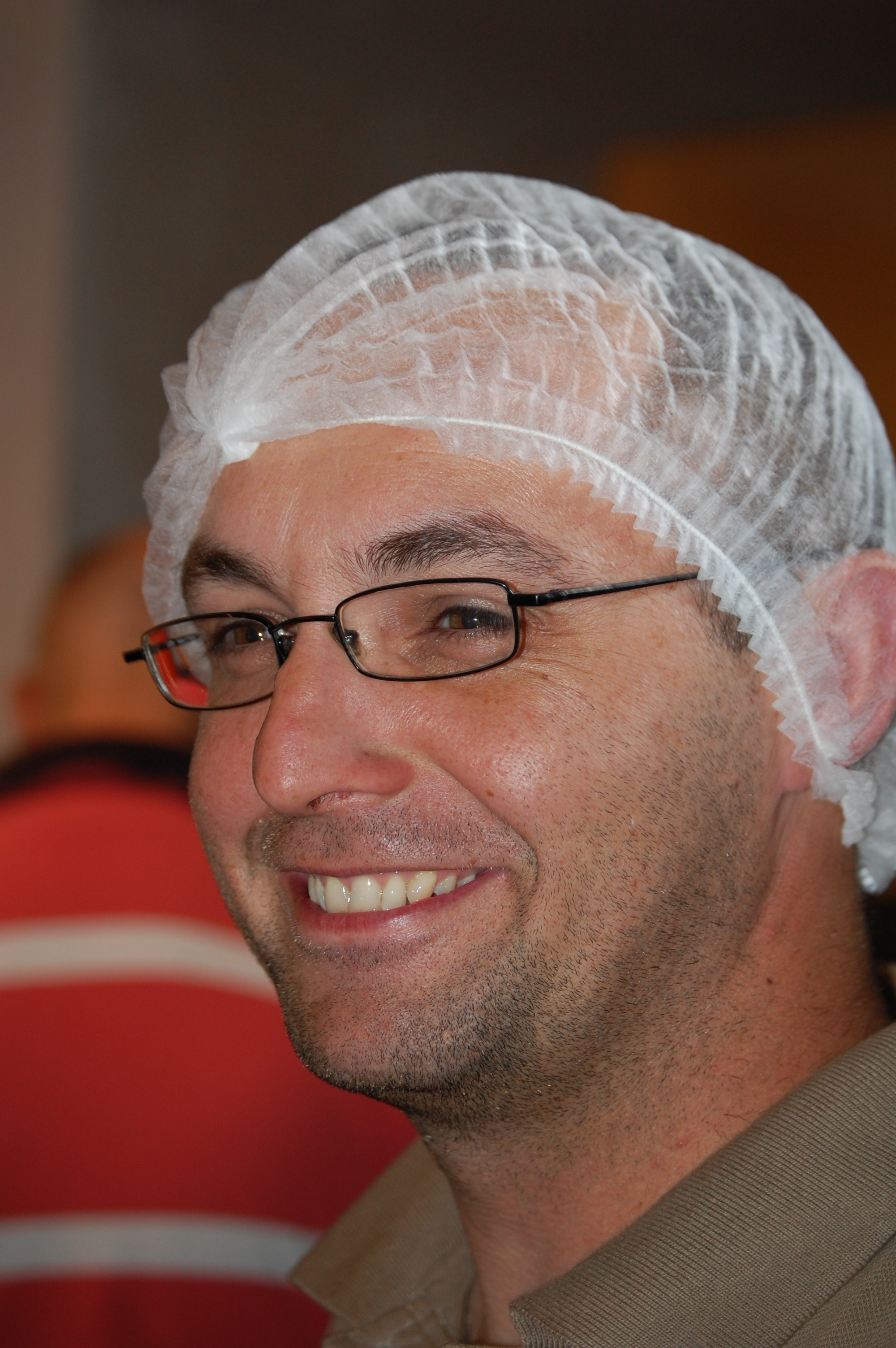
Charlotte moderne, portée dans l'industrie